# Hall-Sturmvogel
Der Hall-Sturmvogel (Macronectes halli), auch Nördlicher Riesensturmvogel genannt, ist ein überwiegend dunkel gefärbter Brutvogel der subantarktischen Zone.
Er gehört zur Gattung der Riesensturmvögel und ist mit einer Flügelspannweite von über 2 m den Albatrossen ebenbürtig. Nahrung sind kranke und tote Robben, Pinguine sowie Krebstiere, Fische und Kopffüßer. Die Brutzeit beträgt ca. 60 Tage. Die Tiere sind nach vier bis sieben Jahren geschlechtsreif. Es sind hervorragende Wandervögel.
Der Hallsturmvogel brütet hauptsächlich auf Inseln nördlich der Antarktis wie beispielsweise Gough, Marion, Crozet, Kerguelen und Chatham und ist im Gegensatz zum nah verwandten Riesensturmvogel ein Einzelbrüter.
Ebenso wie der Riesensturmvogel wird auch der Hallsturmvogel von Seeleuten „Stinker“ genannt, da sie einen ölhaltigen und stinkenden Mageninhalt erbrechen, wenn sie sich erschrecken. Sie sind dadurch in der Lage, sich schneller in Luft zu erheben.